# 社交
社交（しゃこう、独: Geselligkeit、英: sociability）は、一般に、人と人との交際、世間のつきあいを意味する。

## 社会学における「社交」
社会学的には、社会を成り立たせる原点として捉えられる。ドイツの社会学者ゲオルク・ジンメルは、諸個人間の相互作用によって集団や社会が生成される過程、すなわち社会化（Vergesellschaftung）に関して、その形式における純粋型を想定し、それを社交として概念化している。それは、ジンメルの表現を使えば、「社会化の遊戯的形式」である。つまり、社交の本質は「具体的な目的も内容ももたない」自己目的性にある。したがって、社交の外部にある現実的世界を持ちこむことも、社交の外部に何かをもたらすために社交を営むことも、社交を破壊させるものとして考えられる。人付き合いは認知症予防につながるが、人間関係が悪いと精神的に逆効果になることもあるので注意が必要である。
また、近年では、ドゥルーズ、ガタリ以降の生気論再評価の文脈で、社会化以前の生を捉えようとするものとして、この社交概念が新たに注目されている。

## 評論における「社交」
社交について西部邁（評論家）はこう述べている。「立脚点の変更を通じて確認されるのは、話者がどの程度に複雑な感情とどの程度に包括的な論理で物事をみているか、ということである。というより、そういう会話・議論を通じて話者は自分の視野がどうなっているかを発見し確認する。その意味で、社交は気晴らし以上のものである。社交における自己発見や自己確認は、自分の認識の幅を広げ、認識の構造を変えるのに、しばしば、大きな寄与をなす。実践が認識を方向づけるのは、主として、社交においてだと思われる。孤立した思考が白痴めいた表現に終わりがちなのは、社交という実践が欠けているせいであろう。」